# Bezirk Erfurt

Länet Erfurts läge i DDR

Bezirk Erfurt var ett län (tyska: Bezirk) i Östtyskland med Erfurt som huvudort. Länet hade en area av 7 350 km² och 1 240 000 invånare (1987).

## Historia

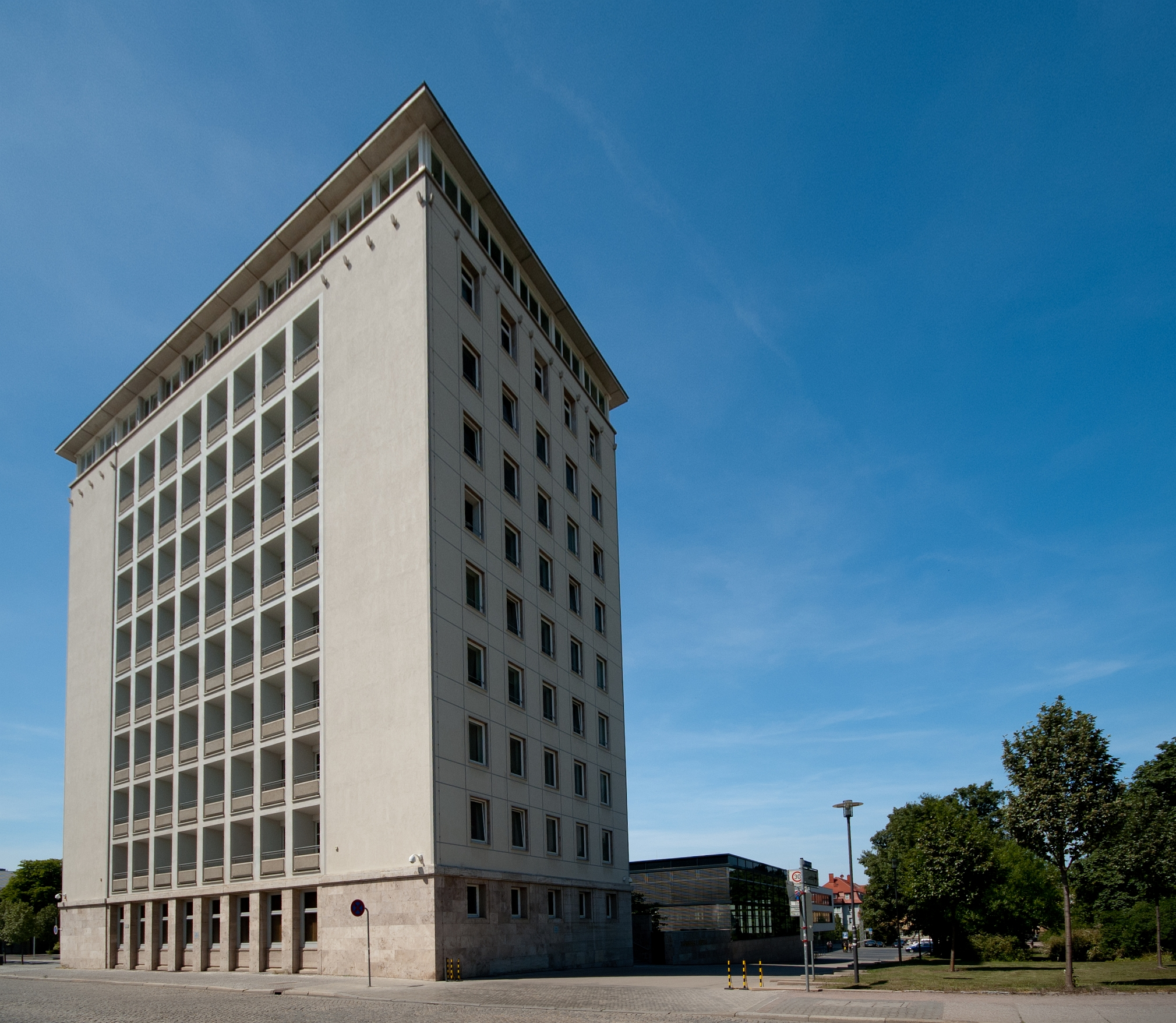
Höghuset var under DDR säte för den regionala rådsförsamlingen i Bezirk Erfurt.

Bezirk Erfurt grundades tillsammans med övriga 13 distrikt 25 juli 1952 och ersatte då de tidigare tyska delstaterna i Östtyskland.
Efter den tyska återföreningen (1990) avvecklades länet och området kom då att uppgå i det nyskapade förbundslandet Thüringen.

## Administrativ indelning
Länet Erfurt delades in i två stadskretsar och tretton distrikt/kretsar (tyska:Kreise).

### Stadskretsar i Bezirk Erfurt
- Erfurt
- Weimar

### Distrikt i Bezirk Erfurt
| Distrikt (Kreis)    | Huvudort        |
| Kreis Apolda        | Apolda          |
| Kreis Arnstadt      | Arnstadt        |
| Kreis Eisenach      | Eisenach        |
| Kreis Erfurt-Land   | Erfurt          |
| Kreis Gotha         | Gotha           |
| Kreis Heiligenstadt | Heiligenstadt   |
| Kreis Langensalza   | Bad Langensalza |
| Kreis Mühlhausen    | Mühlhausen      |
| Kreis Nordhausen    | Nordhausen      |
| Kreis Sömmerda      | Sömmerda        |
| Kreis Sondershausen | Sondershausen   |
| Kreis Weimar-Land   | Weimar          |
| Kreis Worbis        | Worbis          |